# Umordnung von Reihen
Die Umordnung von Reihen wird in der Mathematik beim Studium der Konvergenz von Reihen untersucht. Es geht dabei um die Frage, welche Grenzwerte der Reihen sich durch Umordnung der Summanden, d. h. durch Änderung ihrer Reihenfolge, ergeben können. Im Falle reeller Reihen gibt der riemannsche Umordnungssatz Auskunft über die möglichen Reihensummen; die Situation in endlichdimensionalen Vektorräumen wird im steinitzschen Umordnungssatz erschöpfend behandelt.
Viele Aussagen über konvergente Reihen in endlichdimensionalen Räumen verlieren in unendlichdimensionalen Räumen ihre Gültigkeit. Verallgemeinerungen des steinitzschen Umordnungssatzes erhält man nur unter zusätzlichen Voraussetzungen.
Der Schwerpunkt dieses Artikels ist die Umordnung von Reihen in unendlichdimensionalen Räumen.
Daher spielen hier, im Gegensatz zum riemannschen und steinitzschen Umordnungssatz, die der klassischen Analysis zuzurechnen sind, funktionalanalytische Methoden und Begriffsbildungen eine wichtige Rolle.

## Konvergenzbegriffe
Es sei {\displaystyle (X,\|\cdot \|)} ein Banachraum.
- Eine Reihe {\displaystyle \textstyle \sum _{n=1}^{\infty }x_{n}} in {\displaystyle X} heißt konvergent, wenn die Folge der Partialsummen {\displaystyle \textstyle \left(\sum _{n=1}^{N}x_{n}\right)_{N}} konvergiert.
- Die Reihe heißt unbedingt konvergent, wenn {\displaystyle \textstyle \sum _{n=1}^{\infty }x_{\sigma (n)}} für jede Permutation {\displaystyle \sigma \in S({\mathbb {N} })} konvergiert, das heißt wenn jede Umordnung der Reihe konvergiert. Das Symbol {\displaystyle S({\mathbb {N} })} meint die Permutationsgruppe über den natürlichen Zahlen.
- Man spricht von perfekter Konvergenz, falls {\displaystyle \textstyle \sum _{n=1}^{\infty }\alpha _{n}x_{n}} für jede Wahl {\displaystyle \alpha _{n}\in \{-1,1\}} konvergiert, das heißt die Reihe konvergiert bei jeder Wahl von Vorzeichen der Summanden.
- {\displaystyle \textstyle \sum _{n=1}^{\infty }x_{n}} heißt teilreihenkonvergent, falls {\displaystyle \textstyle \sum _{k=1}^{\infty }x_{n_{k}}} für jede aufsteigende Folge {\displaystyle n_{1}<n_{2}<n_{3}<\ldots } konvergiert.
- Die Reihe heißt absolut konvergent, falls {\displaystyle \textstyle \sum _{n=1}^{\infty }\|x_{n}\|<\infty }.

## Problemstellung
Für eine Folge {\displaystyle (x_{n})_{n}} in {\displaystyle X} sei
{\displaystyle \,SM((x_{n})_{n}):=\left\{s\in X;\,\exists \sigma \in S({\mathbb {N} }):\,s=\sum _{n=1}^{\infty }x_{\sigma (n)}\right\}}
die Menge aller Summen, die man durch Umordnung der Reihe {\displaystyle \textstyle \sum _{n=1}^{\infty }x_{n}} erhalten kann, kurz die Summenmenge der Folge.
Es stellt sich die Frage, was über die Struktur dieser Menge gesagt werden kann.

## Der endlichdimensionale Fall
Der endlichdimensionale Fall wird erschöpfend durch den steinitzschen Umordnungssatz behandelt.
Für eine Folge {\displaystyle (x_{n})_{n}} sei {\displaystyle \textstyle \Gamma ((x_{n})_{n}):=\{f\in X':\sum _{n=1}^{\infty }|f(x_{n})|<\infty \}} der Unterraum der sogenannten Konvergenzfunktionale. Ist die Reihe {\displaystyle \Sigma x_{n}} konvergent, so ist {\displaystyle \textstyle SM((x_{n})_{n})=\sum _{n=1}^{\infty }x_{n}+(\Gamma (x_{n})_{n})^{0}}, wobei {\displaystyle (\Gamma (x_{n})_{n})^{0}} die Menge aller {\displaystyle x\in X} sei, für die {\displaystyle f(x)=0} für alle {\displaystyle f\in \Gamma ((x_{n})_{n})} gilt.
Insbesondere ist {\displaystyle SM((x_{n})_{n})} stets ein affiner Unterraum.
Ferner sind für eine Reihe {\displaystyle \textstyle \sum _{n=1}^{\infty }x_{n}} in einem endlichdimensionalen Raum folgende Aussagen äquivalent:
- Die Reihe konvergiert absolut.
- Die Reihe konvergiert unbedingt.
- Die Reihe konvergiert perfekt.
- Die Reihe ist teilreihenkonvergent.
- {\displaystyle SM(x_{n})_{n}} ist einelementig.

In Bezug auf obige Problemstellung stellt sich die Frage, ob diese Aussagen auch in unendlichdimensionalen Räumen Gültigkeit behalten.

## Das Problem 106
Die Frage nach der Struktur der Summenmenge in unendlichdimensionalen Räumen wurde erstmals 1935 von Stefan Banach als Problem 106 im sogenannten schottischen Buch gestellt. Dabei handelt es sich um eine im Schottischen Café zu Lemberg aufbewahrte Kladde, in der die Lemberger Funktionalanalytiker und ihre Gäste mathematische Probleme festhielten. Stefan Banach trug dort die Vermutung ein, dass die Summenmenge stets affin sei, und versprach für die Klärung der Frage eine Flasche Wein, derartige Preise waren für hier gestellte Probleme durchaus üblich. Im schottischen Buch findet sich ohne Angabe eines Autors bereits ein Gegenbeispiel zu dieser Vermutung, Józef Marcinkiewicz gilt nach einer Handschriftenanalyse als wahrscheinlicher Urheber.
Mit diesem Gegenbeispiel war klar, dass eine zum steinitzschen Umordnungssatz analoge Aussage im unendlichdimensionalen Fall nicht zutrifft. Die damals bekannten Beispiele waren so konstruiert, dass die Summenmenge immerhin noch eine um einen konstanten Vektor verschobene Untergruppe der additiven Gruppe des Banachraums war.
Erst 1989 konnten M. I. Kadets und Krzysztof Wozniakowski und unabhängig davon P. A. Kornilow Beispiele von Reihen angeben, für die die Summenmenge keine verschobene Untergruppe ist. Es hat sich herausgestellt, dass es in jedem unendlichdimensionalen Banachraum Reihen mit zweielementiger Summenmenge gibt. Damit hat sich die im Problem 106 des schottischen Buches geäußerte Vermutung als dramatisch falsch erwiesen.

## Weitere negative Aussagen
In endlichdimensionalen Räumen sind Summenmengen als affine Unterräume stets abgeschlossen. Auch diese Eigenschaft gilt in unendlichdimensionalen Räumen im Allgemeinen nicht mehr, wie M. I. Ostrowskii 1986 zeigen konnte.
Auch die Äquivalenz zwischen absoluter Konvergenz und unbedingter Konvergenz geht in unendlichdimensionalen Räumen verloren, denn es gilt folgender Satz von Dvoretzky-Rogers:
- Sei {\displaystyle X} ein unendlichdimensionaler Banachraum. Weiter seien {\displaystyle \alpha _{n}>0} mit {\displaystyle \textstyle \sum _{n=1}^{\infty }\alpha _{n}^{2}<\infty }. Dann gibt es eine unbedingt konvergente Reihe {\displaystyle \textstyle \sum _{n=1}^{\infty }x_{n}} mit {\displaystyle \|x_{n}\|=\alpha _{n}} für alle n.

Wählt man speziell {\displaystyle \alpha _{n}={\tfrac {1}{n}}}, so liefert dieser Satz die Existenz einer unbedingt konvergenten Reihe, deren Summanden die Norm {\displaystyle {\tfrac {1}{n}}} haben. Diese Reihe ist daher nicht absolut konvergent.

## Positive Ergebnisse
Trotz der obigen Liste negativer Resultate können auch einige positive Ergebnisse vermerkt werden.
Aus der absoluten Konvergenz folgt auch in unendlichdimensionalen Räumen die unbedingte Konvergenz und diese ist sowohl zur perfekten Konvergenz als auch zur Teilreihenkonvergenz äquivalent. Ferner ist die Summenmenge einer unbedingt konvergenten Reihe stets einelementig.
Stellt man zusätzliche Voraussetzungen an die Reihe oder betrachtet man spezielle Räume, so kann man Verallgemeinerungen des steinitzschen Umordnungssatz beweisen:
- Sei {\displaystyle \textstyle s=\sum _{n=1}^{\infty }x_{n}} eine konvergente Reihe in Lp[0,1] , {\displaystyle 1<p<\infty }, und es sei {\displaystyle \textstyle \sum _{n=1}^{\infty }\|x_{n}\|^{\min(2,p)}<\infty }. Dann ist {\displaystyle SM((x_{n})_{n})=s+\Gamma ((x_{n})_{n})^{0}}.
- D. V. Pecherskii (1988): Sei {\displaystyle \textstyle s=\sum _{n=1}^{\infty }x_{n}} eine konvergente Reihe in einem Banachraum. Zu jeder Umordnung {\displaystyle \sigma \in S({\mathbb {N} })} gebe es {\displaystyle \alpha _{n}\in \{-1,1\}}, so dass {\displaystyle \textstyle \sum _{n=1}^{\infty }\alpha _{n}x_{\sigma (n)}} konvergiert. Dann ist {\displaystyle SM((x_{n})_{n})=s+\Gamma ((x_{n})_{n})^{0}}.

In eine ganz andere Richtung zielt ein Ergebnis von Wojciech Banaszczyk. Man kann Klassen lokalkonvexer Räume definieren, die sehr viel mehr Eigenschaften mit endlichdimensionalen Räumen gemeinsam haben als Banachräume, das gilt insbesondere für Kompaktheitseigenschaften. Daher kann man hoffen, in solchen Raumklassen Verallgemeinerungen des steinitzschen Umordnungssatzes zu erhalten, und in der Tat gilt folgender Satz:
- Sei {\displaystyle \textstyle s=\sum _{n=1}^{\infty }x_{n}} eine konvergente Reihe in einem metrisierbaren, nuklearen Raum. Dann ist {\displaystyle SM((x_{n})_{n})=s+\Gamma ((x_{n})_{n})^{0}}.